# Леди Макдуф
Леди Макдуф (англ. Lady Macduff) — персонаж трагедии Уильяма Шекспира «Макбет» (приблизительно 1603—1607). Появляется в ряде экранизаций пьесы.

## Роль в сюжете
Леди Макдуф — жена шотландского тана Макдуфа, первым выступившего против узурпатора Макбета и бежавшего в Англию, чтобы там присоединиться к другому претенденту на корону. Она появляется только во второй сцене IV акта. Шутливую беседу леди Макдуф с сыном прерывают убийцы, присланные Макбетом: они убивают мальчика, леди Макдуф выбегает из комнаты, а в следующей сцене Макдуфу сообщают о гибели всей семьи.
Жена Макдуфа играет важную роль в пьесе: это один из всего двух женских персонажей (помимо трёх ведьм и безымянной придворной дамы), причём она противопоставлена леди Макбет как любящая мать. В эпоху Реставрации Уильям Давенант переработал «Макбета», существенно расширив роль леди Макдуф, чтобы адаптировать пьесу к вкусам своей эпохи. В 1744 году Дэвид Гаррик создал новую версию трагедии, заявив, что возрождает текст Шекспира, но в результате из пьесы исчезла сцена смерти сына Макдуфа.

## В экранизациях
Леди Макдуф появляется в многочисленных художественных фильмах, снятых на основе пьесы Шекспира:
- 1916 — Макбет (Мэри Олден);
- 1948 — Макбет (Пегги Уэббер);
- 1954 — Макбет (Марго Стивенсон);
- 1961 — Макбет (Шерон Акер);
- 1965 — Макбет (Джоан Харрис);
- 1979 — Макбет (Сьюзен Дьюри);
- 1981 — Макбет (Милли Перкинс);
- 2010 — Макбет (Сьюзан Берден);
- 2015 — Макбет (Элизабет Дебики);
- 2021 — Трагедия Макбета (Мозес Инграм).